# Romário Marques Rodrigues
Romário Marques Rodrigues, noto semplicemente come Romário (Fortaleza, 27 ottobre 1992), è un calciatore brasiliano, attaccante del Foz do Iguaçu.

## Caratteristiche tecniche
È un centravanti.

## Carriera
Cresciuto nelle giovanili del Ceará, ha esordito in prima squadra il 21 gennaio 2012 in occasione del match di Campionato Cearense pareggiato 2-2 contro il Crato.